# Stereomastis galil
Stereomastis galil е вид десетоного от семейство Polychelidae. Видът не е застрашен от изчезване.

## Разпространение и местообитание
Разпространен е в Австралия (Западна Австралия, Куинсланд и Северна територия), Вануату, Нова Каледония и Япония.
Среща се на дълбочина от 64 до 5330 m, при температура на водата от 2,6 до 17,5 °C и соленост 34,4 – 34,6 ‰.